# Oraș liber regesc
Oraș liber regesc (în latină libera regia civitas) a fost statutul de care beneficiau cele mai importante orașe din Regatul Ungariei de la sfârșitul secolului al XII-lea până la Revoluția maghiară din 1848, statut care le conferea o largă autonomie. Aceste orașe primeau anumite privilegii din partea regelui pentru a exclude posibilitatea controlului nobilimii (de unde și termenul regal) și exercitau o anumită autonomie în ceea ce privește afacerile lor interne (de unde termenul liber). De la sfârșitul secolului al XIV-lea trimișii aleși ai orașelor libere regale participau la sesiunile parlamentului (Dieta Ungariei), asigurând astfel reprezentarea acestora în adunarea legislativă. 
Echivalentul termenului de oraș liber regesc în celelalte limbile ale Regatului Ungariei era:
- latină Libera regia civitas
- maghiară Szabad királyi város
- germană Königliche Freistadt
- slovacă Slobodné kráľovské mesto
- croată Slobodni kraljevski grad
- sârbă Slobodni kraljevski grad

Statutul orașelor libere regești era similar cu cel al orașelor imperiale libere din Sfântul Imperiu Roman.

## Lista orașelor regale libere din Ungaria
Pe listă sunt incluse și orașe din Regatul Croației și din Banatul Bosniei, care făceau parte din ținuturile Coroanei maghiare.

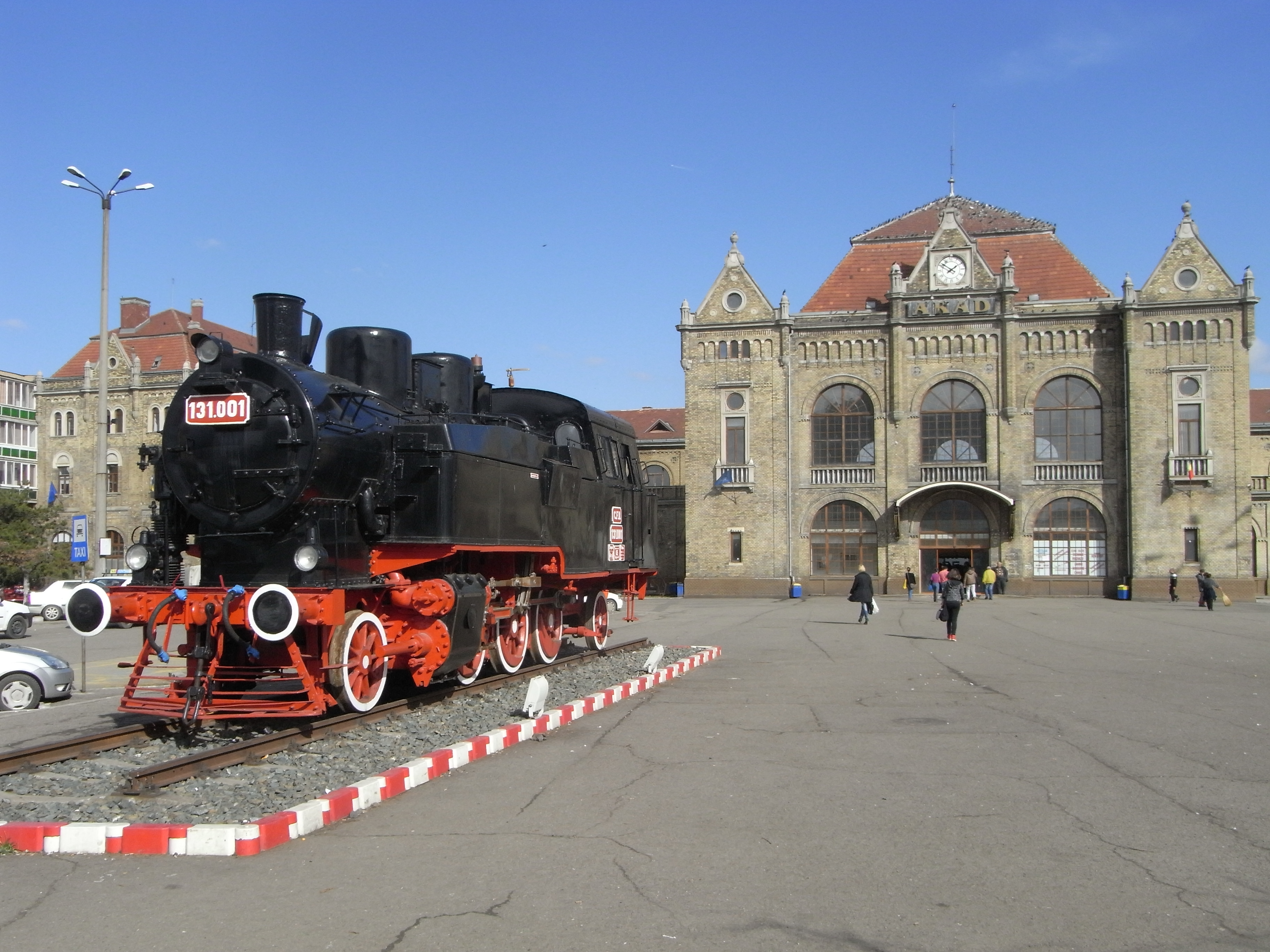
Gara Arad

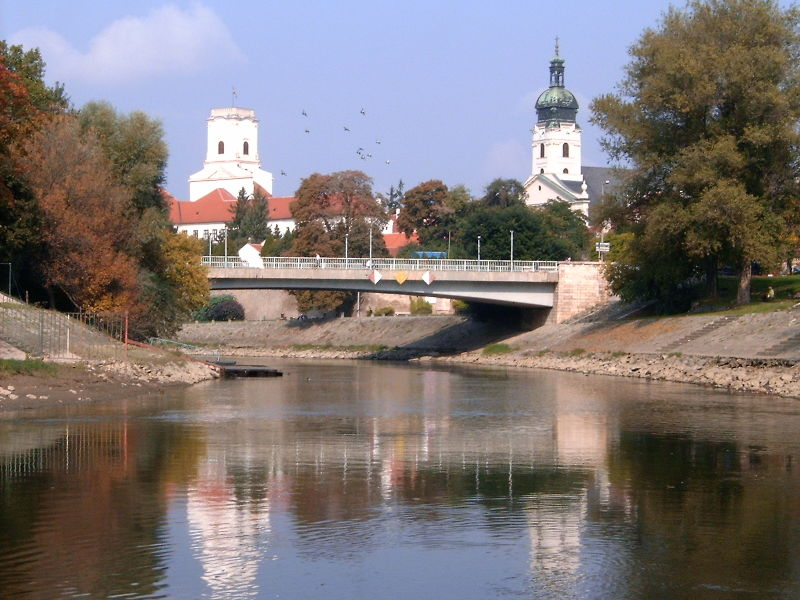
Rába la Győr

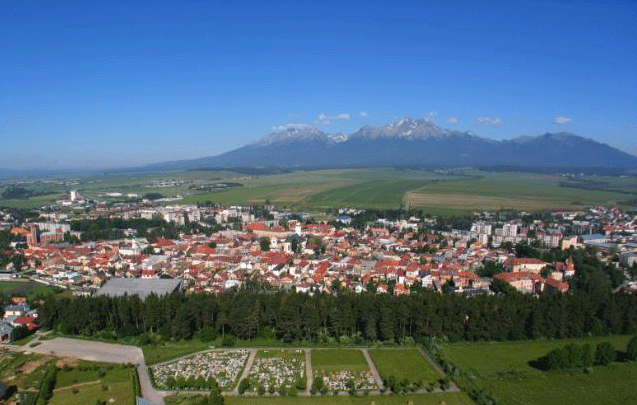
Vedere de sus Kežmarok (Késmárk)

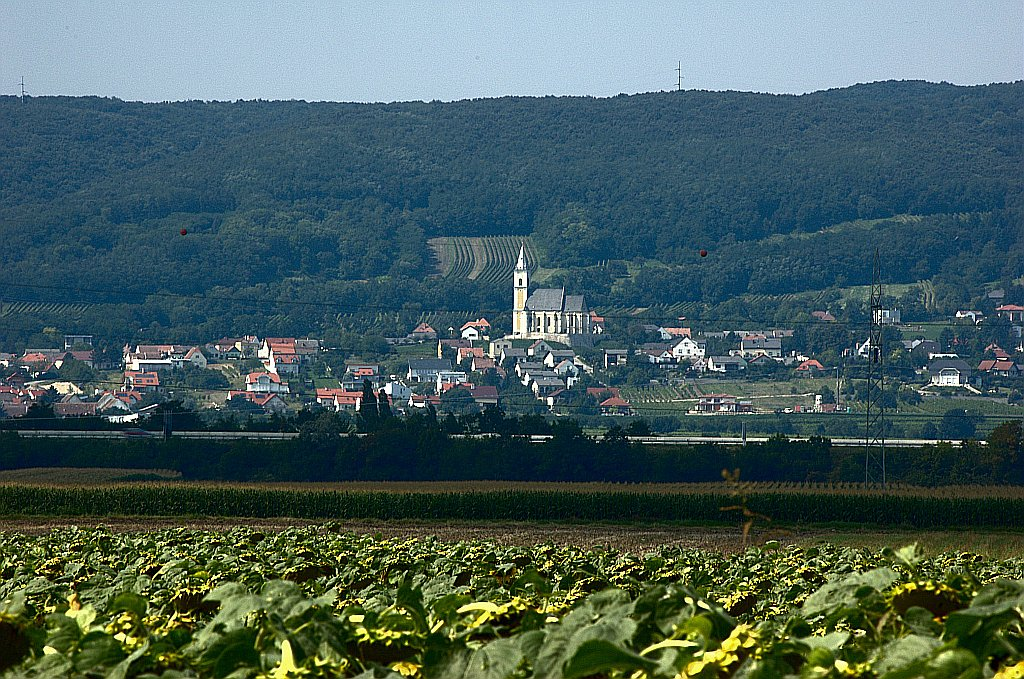
Kleinhöflein (Kishöflány) im Burgenland la poalele munților Leitha (Lajta-hegység)

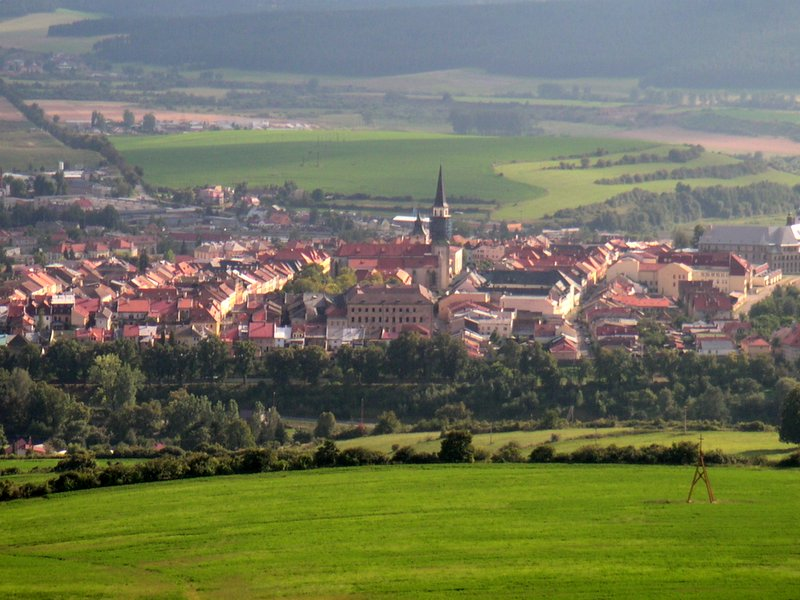
Levoča (Lőcse) din Mariánska hora (Máriahegy)

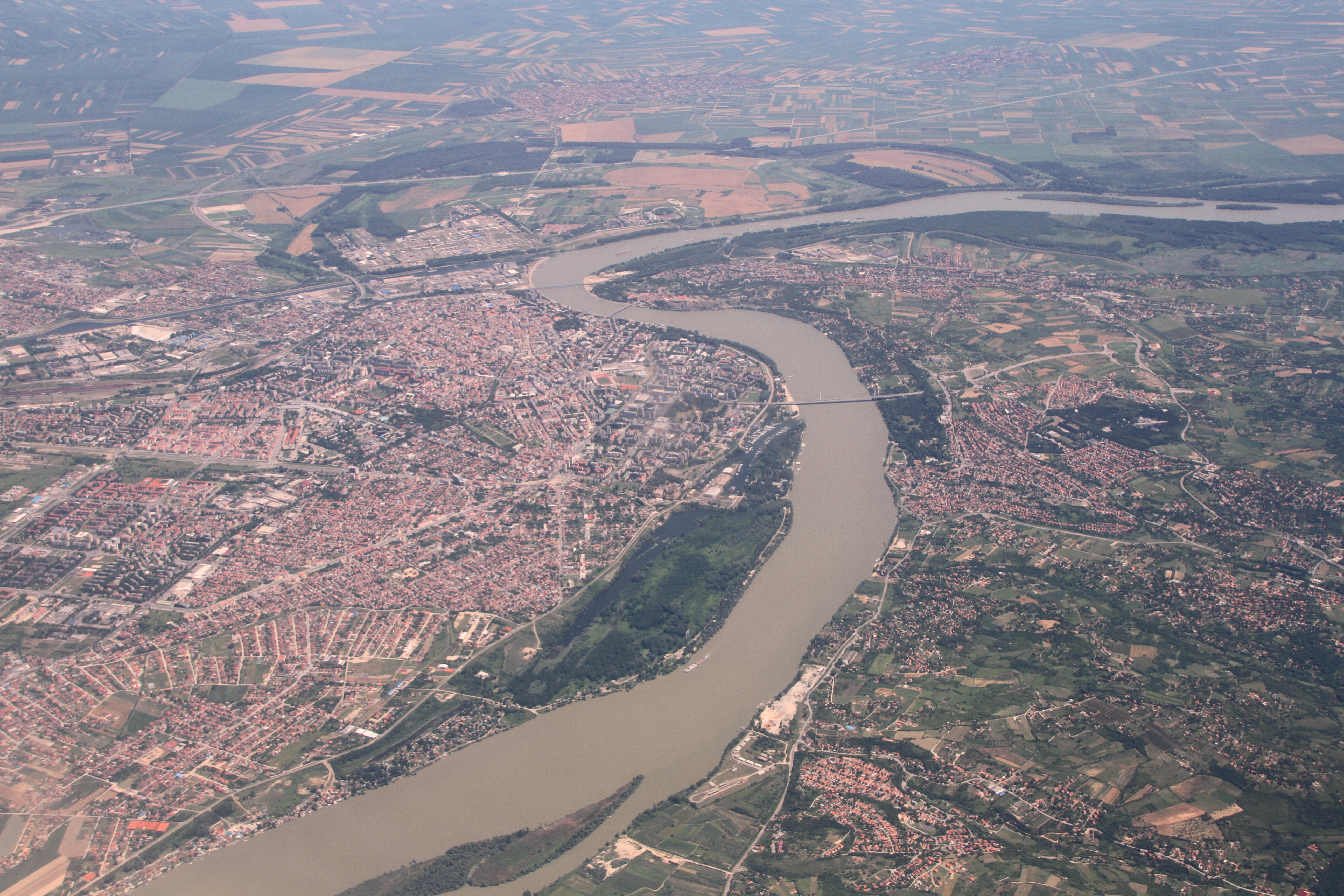
Novi Sad (Újvidék)

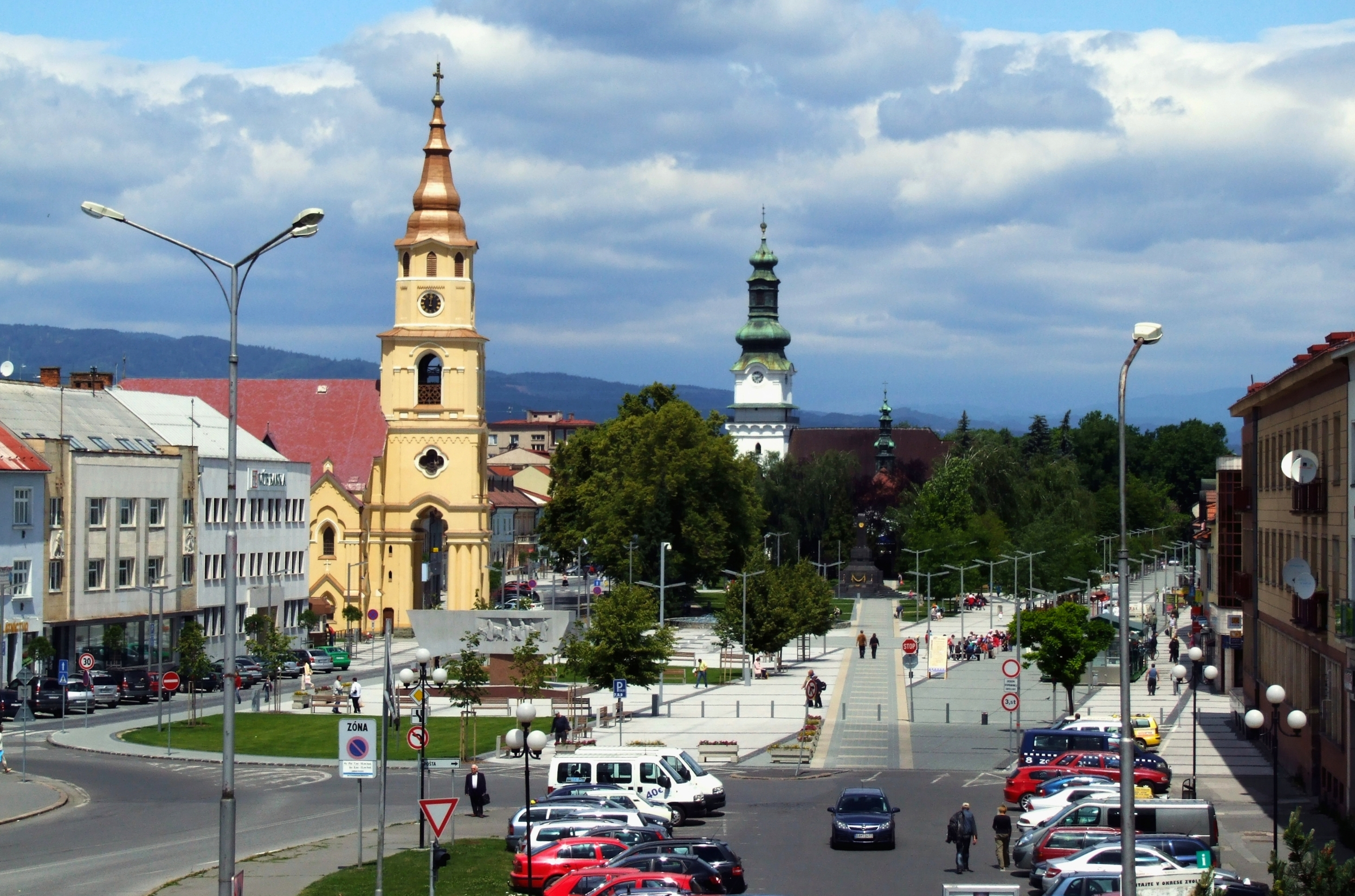
Zvolen (Zólyom)

| Nume Curent      | Hungarian name | Alte nume istorice          |
| ---------------- | -------------- | --------------------------- |
| Alba Iulia       | Gyulafehérvár  |                             |
| Arad             | Arad           |                             |
| Baia Mare        | Nagybánya      |                             |
| Baia Sprie       | Felsőbánya     |                             |
| Banská Bystrica  | Besztercebánya |                             |
| Banská Štiavnica | Selmecbánya    |                             |
| Bardejov         | Bártfa         |                             |
| Bihać            | Bihács         | Bišće, Bić                  |
| Bistrița         | Beszterce      |                             |
| Brașov           | Brassó         | Kronstadt                   |
| Bratislava       | Pozsony        | Pressburg, Prešporok, Požun |
| Brezno           | Breznóbánya    |                             |
| Budapest         | Buda           |                             |
| Cluj-Napoca      | Kolozsvár      | Klausenburg, Cluj           |
| Debrecen         | Debrecen       |                             |
| Eisenstadt       | Kismarton      |                             |
| Erzsébetváros    | Erzsébetváros  |                             |
| Esztergom        | Esztergom      |                             |
| Gherla           | Szamosújvár    |                             |
| Győr             | Győr           |                             |
| Kežmarok         | Késmárk        |                             |
| Komárom          | Komárom        |                             |
| Košice           | Kassa          |                             |
| Kőszeg           | Kőszeg         |                             |
| Krapina          | Korpona        |                             |
| Kremnica         | Körmöcbánya    |                             |
| Levoča           | Lőcse          |                             |
| Ľubietová        | Libetbánya     |                             |
| Mediaș           | Medgyes        |                             |
| Modra            | Modor          |                             |
| Nová Baňa        | Újbánya        |                             |
| Novi Sad         | Újvidék        |                             |
| Orăștie          | Szászváros     | Broos                       |
| Pécs             | Pécs           |                             |
| Budapest         | Pest           |                             |
| Pezinok          | Bazin          |                             |
| Prešov           | Eperjes        |                             |
| Pukanec          | Bakabánya      |                             |
| Rijeka           | Fiume          |                             |
| Rust             | Ruszt          |                             |
| Sabinov          | Kisszeben      |                             |
| Satu Mare        | Szatmárnémeti  | Sătmar                      |
| Sebeș            | Szászsebes     | Mühlbach                    |
| Sfântu Gheorghe  | Szentgyörgy    |                             |
| Sibiu            | Nagyszeben     | Hermannstadt                |
| Sighișoara       | Segesvár       | Schäßburg                   |
| Skalica          | Szakolca       |                             |
| Sombor           | Zombor         |                             |
| Sopron           | Sopron         |                             |
| Subotica         | Szabadka       |                             |
| Szeged           | Szeged         |                             |
| Székesfehérvár   | Székesfehérvár |                             |
| Târgu-Mureș      | Marosvásárhely |                             |
| Timișoara        | Temesvár       |                             |
| Trenčín          | Trencsén       |                             |
| Trnava           | Nagyszombat    |                             |
| Veľký Šariš      | Nagysáros      |                             |
| Vukovar          | Vukovár        | Valkóvár                    |
| Zagreb           | Zágráb         | Gradec, Agram               |
| Turda            | Torda          | thorenburg                  |
| Zvolen           | Zólyom         |                             |

### Orașe cu privilegii parțiale
| Nume curent       | Nume maghiar    |
| ----------------- | --------------- |
| Banská Belá       | Bélabánya       |
| Belá-Dulice       | Turócbéla       |
| Berehove          | Beregszász      |
| Nitra             | Nyitra          |
| Podolínec         | Podolin         |
| Sighetu Marmatiei | Máramarossziget |
| Šamorín           | Somorja         |
| Ujhorod           | Ungvár          |
| Vasvár            | Vasvár          |
| Vršac             | Versec          |